# Andy LaVerne
Andy LaVerne (Nueva York, 4 de diciembre de 1947) es un pianista, compositor, arreglista y escritor estadounidense de jazz.

## Trayectoria
LaVerne estudió en la Juilliard School of Music, el Berklee College, y en el Conservatorio de Nueva Inglaterra, y además fue alumno directo, con clases privadas, de Bill Evans.  LaVerne ha trabajado con Frank Sinatra, Stan Getz, Woody Herman, Dizzy Gillespie, Chick Corea, Lionel Hampton, Michael Brecker, Elvin Jones, y otros muchos músicos. Ha grabado más de cincuenta álbumes. 
LaVerne se ha distinguido tambión por su trabajo docente, publicando múltiples vídeos, especialmente los titulados "Guide to Modern Jazz Piano, Vols. 1 &, 2", "Jazz Piano Standards" (Homespun Tapes), e "In Concert" (Homespun Tapes), este último con el guitarrista John Abercrombie. Es autor también de diversas publicaciones: "Handbook of Chord Substitutions", "Tons of Runs" (Ekay), "Bill Evans Compositions: 19 Solo Piano Arrangements", y es el pianista de la obra de Hal Leonard,  "The Chick Corea Play-Along Collection". Laverne es también un frecuente colaborador, desde 1986, de las revistas Keyboard Magazine y Piano Today Magazine. También ha publicado artículos en Down Beat, Jazz Improv, Piano Quarterly, Jazz and Keyboard Workshop, y JazzOne.
En el año 2000, fue el ganador del John Lennon Songwriting Contest por su canción Shania.

## Discografía
- Another World con Billy Hart, Mike Richmond, 1977.
- Captain Video con Bob Magnusson, Shelly Manne, 1981.
- Plays the Music of Chick Corea con John Abercrombie, Chick Corea, Mark Egan, Sherman Foote, Danny Gottlieb, Marc Johnson, 1981.
- Liquid Silver con John Abercrombie, Jennifer Cowles, Amy Dulsky, Peter Erskine, Eddie Gómez, Sebu Sirinian, Patricia Smith, 1984.
- Jazz Piano Lineage con Biréli Lagrène, 1988.
- Frozen Music, 1989.
- Fountainhead con Dave Samuels, 1989.
- Natural Living con John Abercrombie, 1989.
- Standard Eyes con Anton Fig, Steve LaSpina, 1990.
- Severe Clear con Anton Fig, Tim Hagans, Rick Margitza, 1990.
- Pleasure Seekers con John Patitucci, Bob Sheppard, Dave Weckl, 1991.
- Buy One, Get One Free, piano sólo, 1992.
- Double Standard con Billy Drewes, Gregory Hutchinson, Steve LaSpina, 1993.
- Live at Maybeck Recital Hall, Vol. 28 (Andy Laverne at Maybeck), piano sólo, 1993.
- Glass Ceiling con Anton Fig, Steve LaSpina, 1993.
- Universal Mind con Richie Beirach, 1993.
- Spirit of '76 con Jerry Bergonzi, Jeff Brillinger, Mike Richmond, Bill Washer, 1994.
- Time Well Spent con Al Foster, George Mraz, 1994.
- In the Mood for a Classic, piano sólo, 1994.
- Serenade to Silver con Billy Drummond, Tim Hagans, Steve LaSpina, Rick Margitza, 1994.
- Tadd's Delight, piano sólo, 1995.
- First Tango in New York con Steve LaSpina, Joe Lovano, Bill Stewart, 1995.
- Bud's Beautiful con Billy Hart, Peter Washington, 1996.
- Where We Were [live] con John Abercrombie, 1996.
- Four Miles con Randy Brecker, Al Foster, George Mraz, 1997.
- Stan Getz in Chappaqua con Don Braden, Danny Gottlieb, Steve LaSpina, Dave Stryker, 1997.
- Between Earth & Mars con Dave Samuels, Jay Anderson, 1998.
- Know More con Jay Anderson, Billy Hart, 2001.
- True Colors, 2001
- Pianissimo con Jay Anderson, Rich Perry, Matt Wilson, 2002.
- Timeline with John Abercrombie, 2003
- Epiphany, 2004
- Process of Illumination, 2004
- All Ways, 2005
- Peace of Mind, 2006
- Time to Dream, 2006
- Intelligent Design con Danny Gottlieb, Gary Versace, 2007.
- Andy Laverne's One Of A Kind: At The Kitano, Vol. 1, 2009.
- Andy Laverne's One Of A Kind: I Have A Dream, At The Kitano Vol. 2, 2014.
- Andy Laverne's One Of A Kind: I Want To Hold Your Hand, At The Kitano, Vol. 3, 2015.
- Genesis con Mike Richmond, Jason Tiemann, 2016
- Metropolis - Grabaciones inéditas de 1979 con John Abercrombie, Stan Getz, Eddie Gómez y Bill Hart, 2018.